# Cadillac Seville
Cadillac Seville — легковий автомобіль класу «люкс», що вготовлявся компанією Cadillac (концерну General Motors) з 1975 по 2004 рік. В 2005 році його замінив Cadillac STS.
Перше покоління було задньоприводне. Всі наступні покоління Cadillac Seville були передньоприводними з поперечним розташуванням двигуна.
Перші два покоління мали дизельні версії.

## Перше покоління (1976–1979)

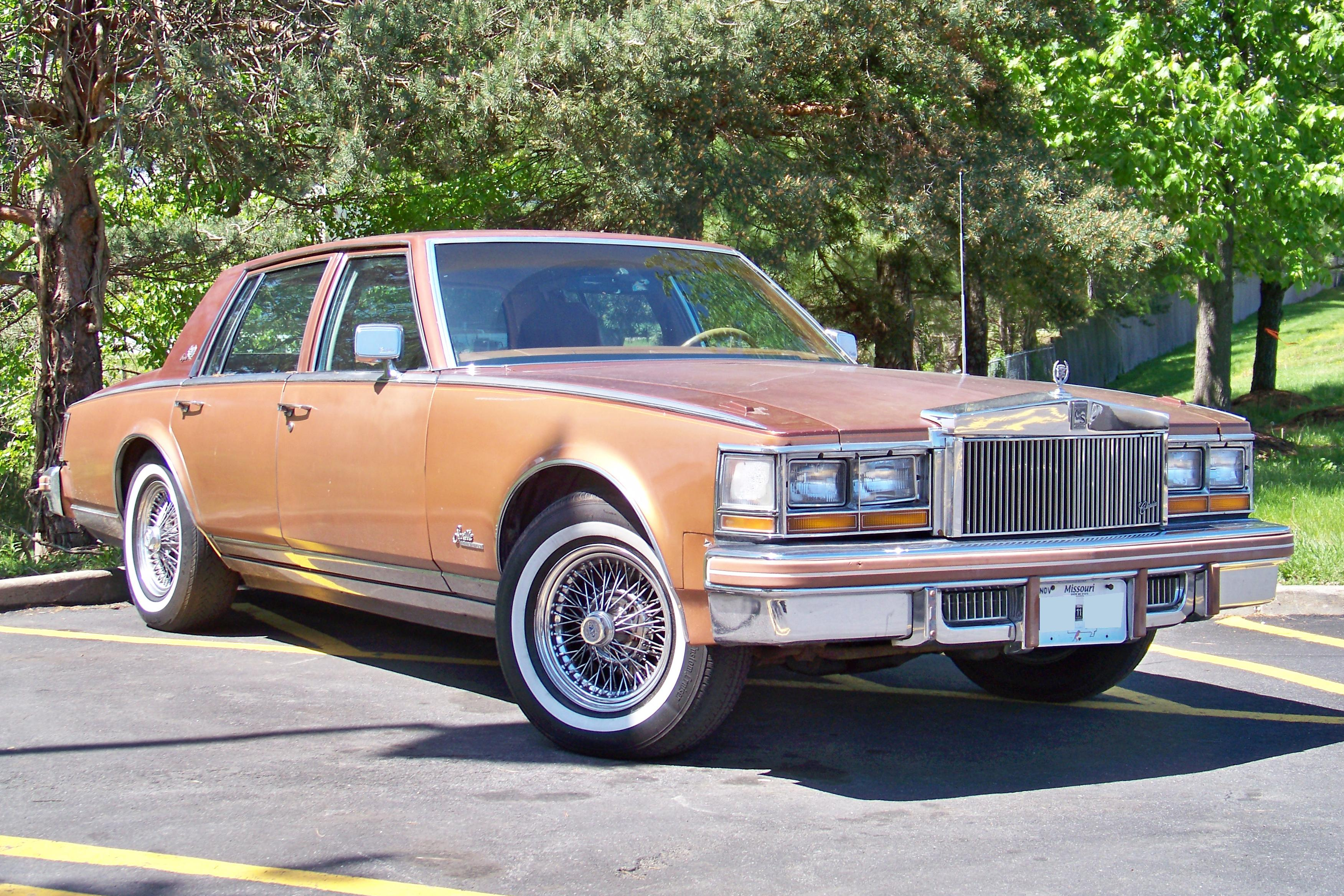
Cadillac Seville 1 (1975–1980)

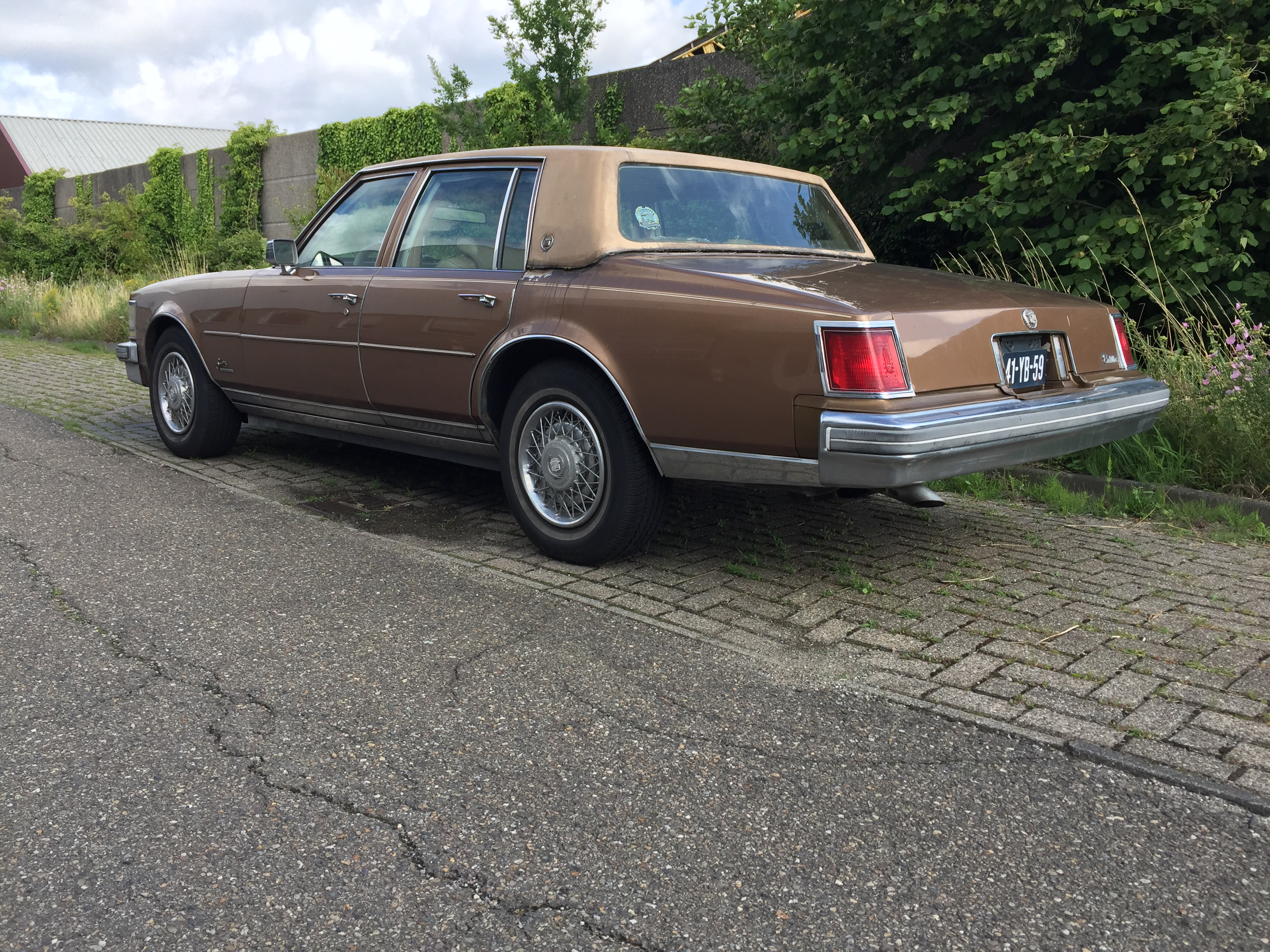

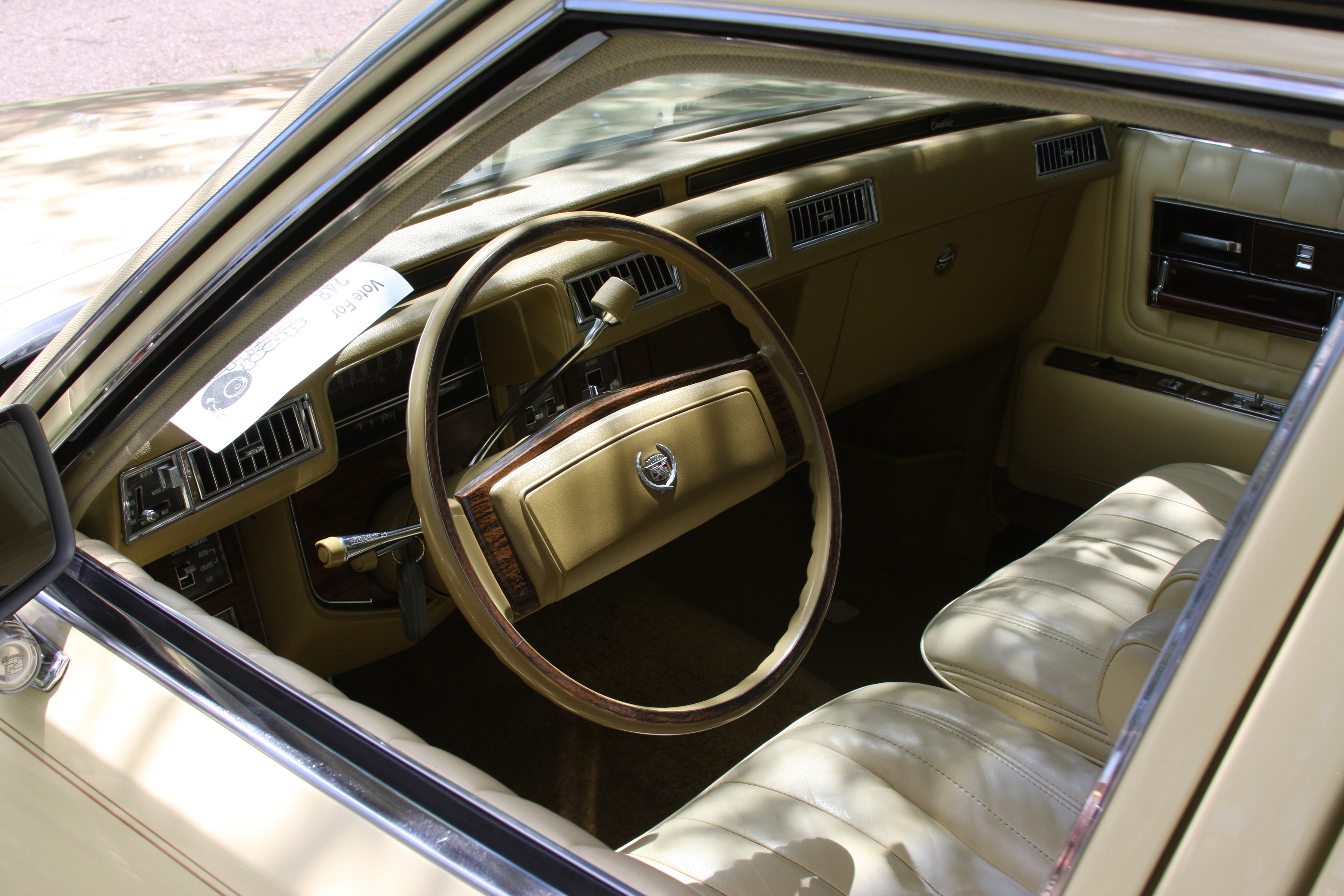

Автомобіль дебютував в 1975 році як модель 1976 року і був компактнішим але дорожчим за Cadillac DeVille та був розрахований на конкуренцію з німецькими марками BMW та Mercedes-Benz.
Спочатку автомобіль хотіли збудувати на основі шасі Opel Diplomat, але через дороговизну було прийнято рішення використовувати задньоприводні платформи GM X і GM F. Вдосконалена задньоприводна платформа з поздовжнім розташуванням двигуна отримала позначення GM K-body.

### Двигуни
- 5.7 л Oldsmobile V8
- 5.7 л Oldsmobile diesel V8

## Друге покоління (1980–1985)

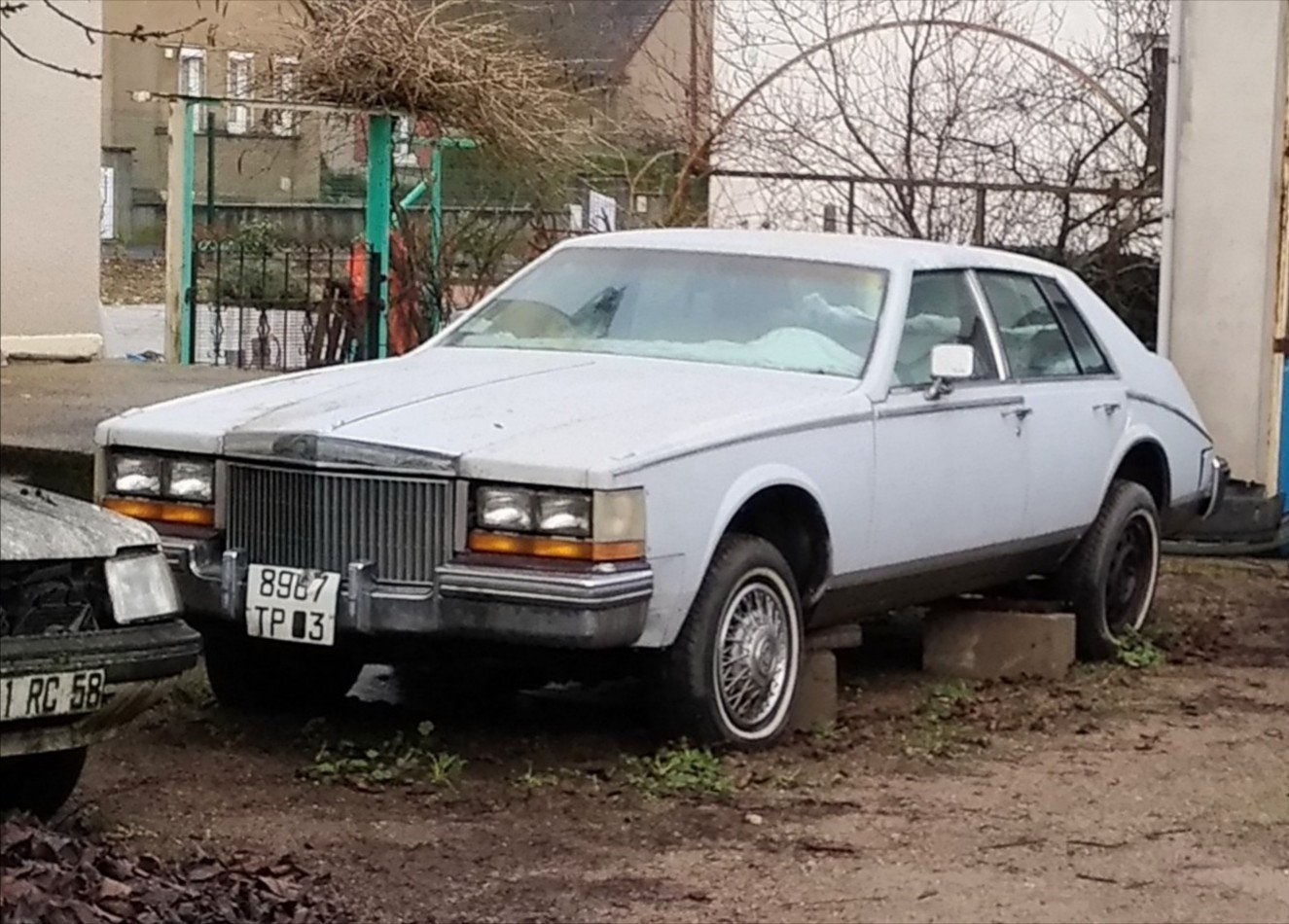
Cadillac Seville 2 (1980–1985)

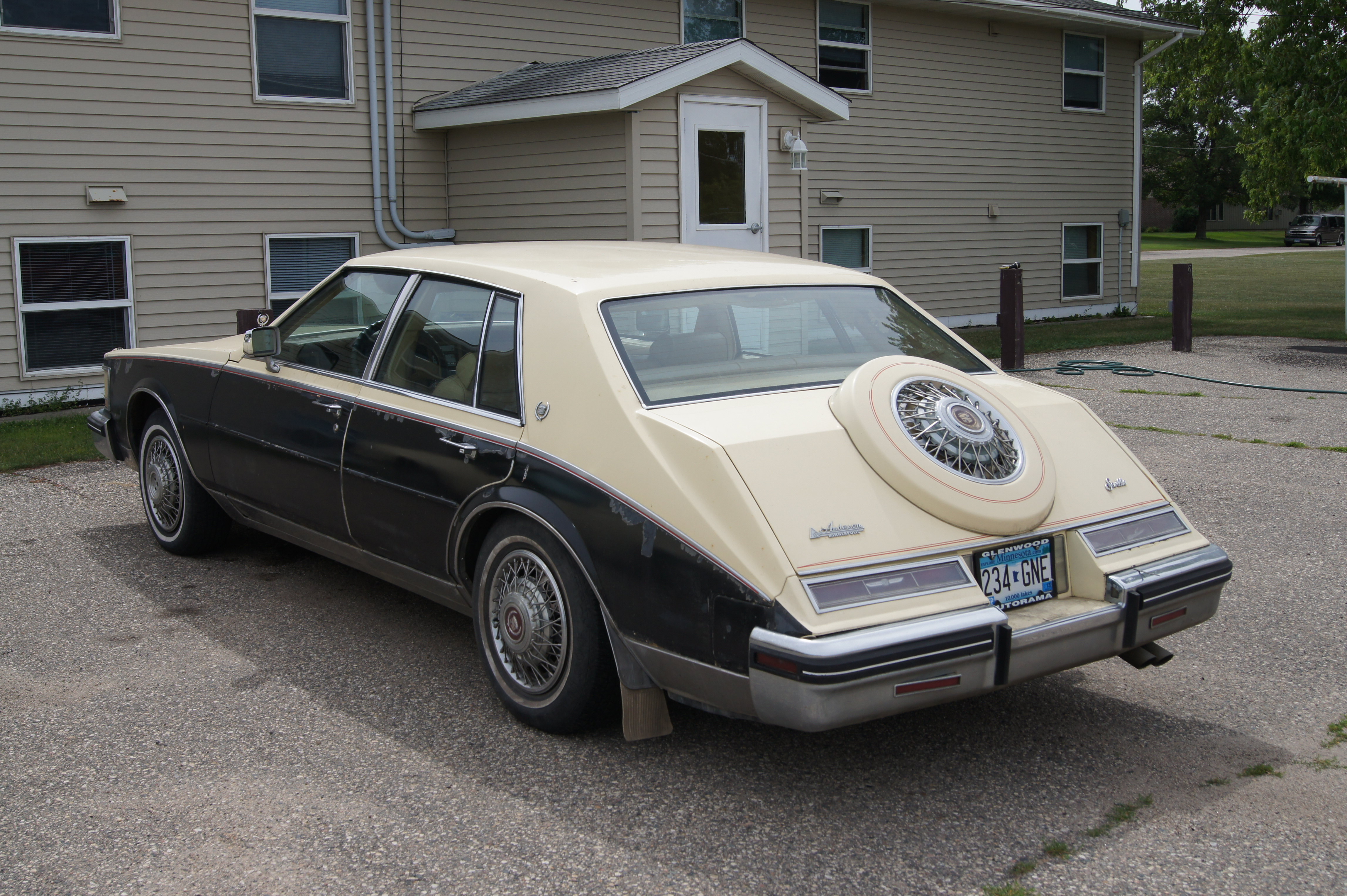

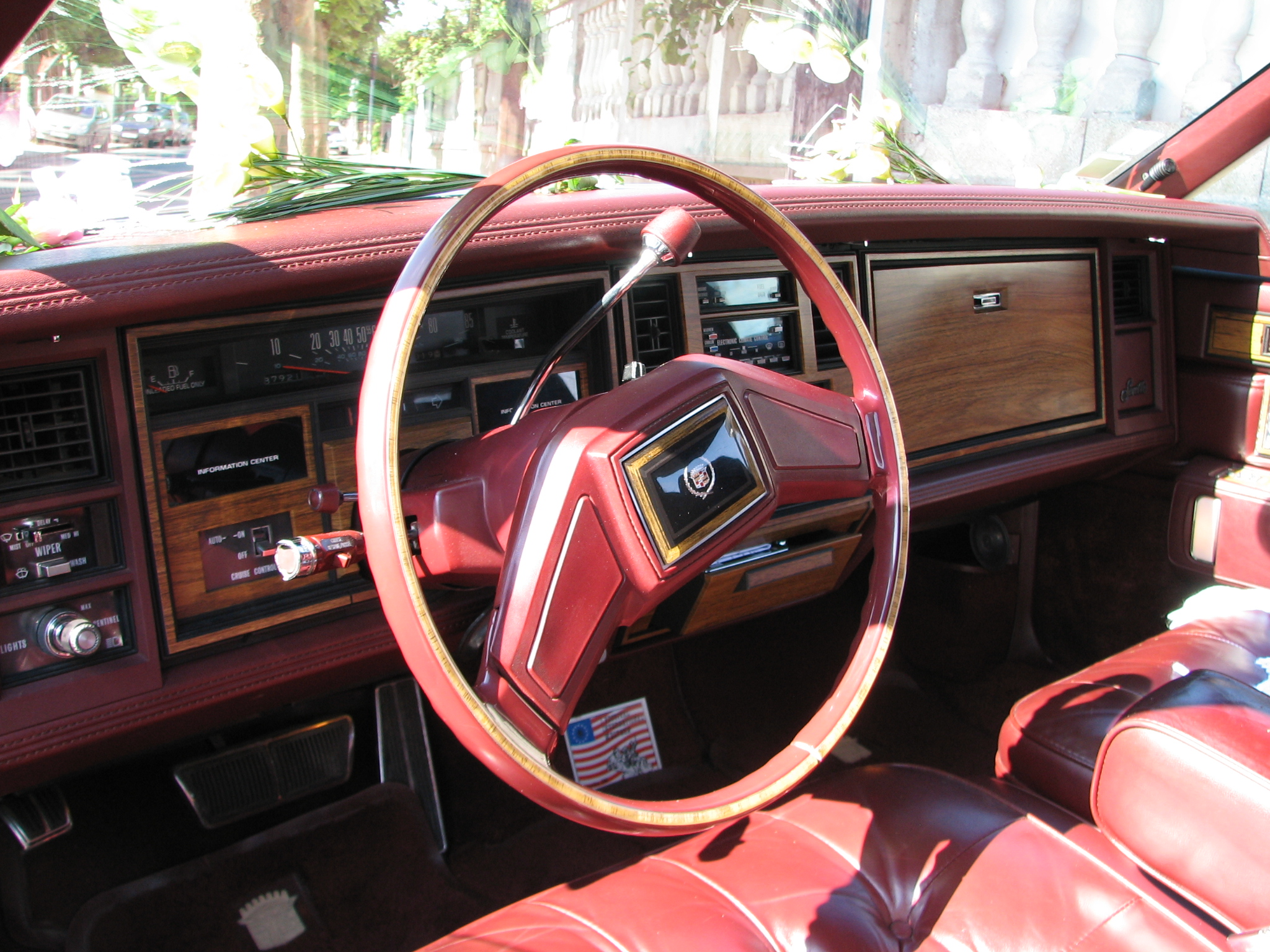

Незважаючи на те, що Севілья першого покоління виявилася досить успішною, вона не змогла в своїй основній місії перемогти молодих імпортних конкурентів. Маркетингові дослідження показали, що автомобіль користувався найбільшою популярністю у літніх жінок, які бажали Cadillac у менших, маневрених розмірах. Для 1980-го модельного року платформа K-body Севільї стала передньопривідною, розроблена на платформі E-body від Cadillac Eldorado, Buick Riviera і Oldsmobile Toronado. Довжина та колісна база були схожі, автомобіль програв 3" на колісній базі та набрав 8" в довжину. Нова модель мала незалежну задню підвіску і була першою американською машиною, яка отримала стандартний дизельний двигун у другому поколінні.

### Двигуни
- 1980: 5.7 л L49 Oldsmobile V8 105 к.с.
- 1981–82: 4.1 л LC4 Buick V6 125 к.с.
- 1980–81: 6.0 л L62 V8 145 к.с.
- 1982–85: 4.1 л LT8 HT4100 V8 135 к.с.
- 1983–85: 5.7 л LF9 Diesel V8 105 к.с.

## Третє покоління (1986–1991)

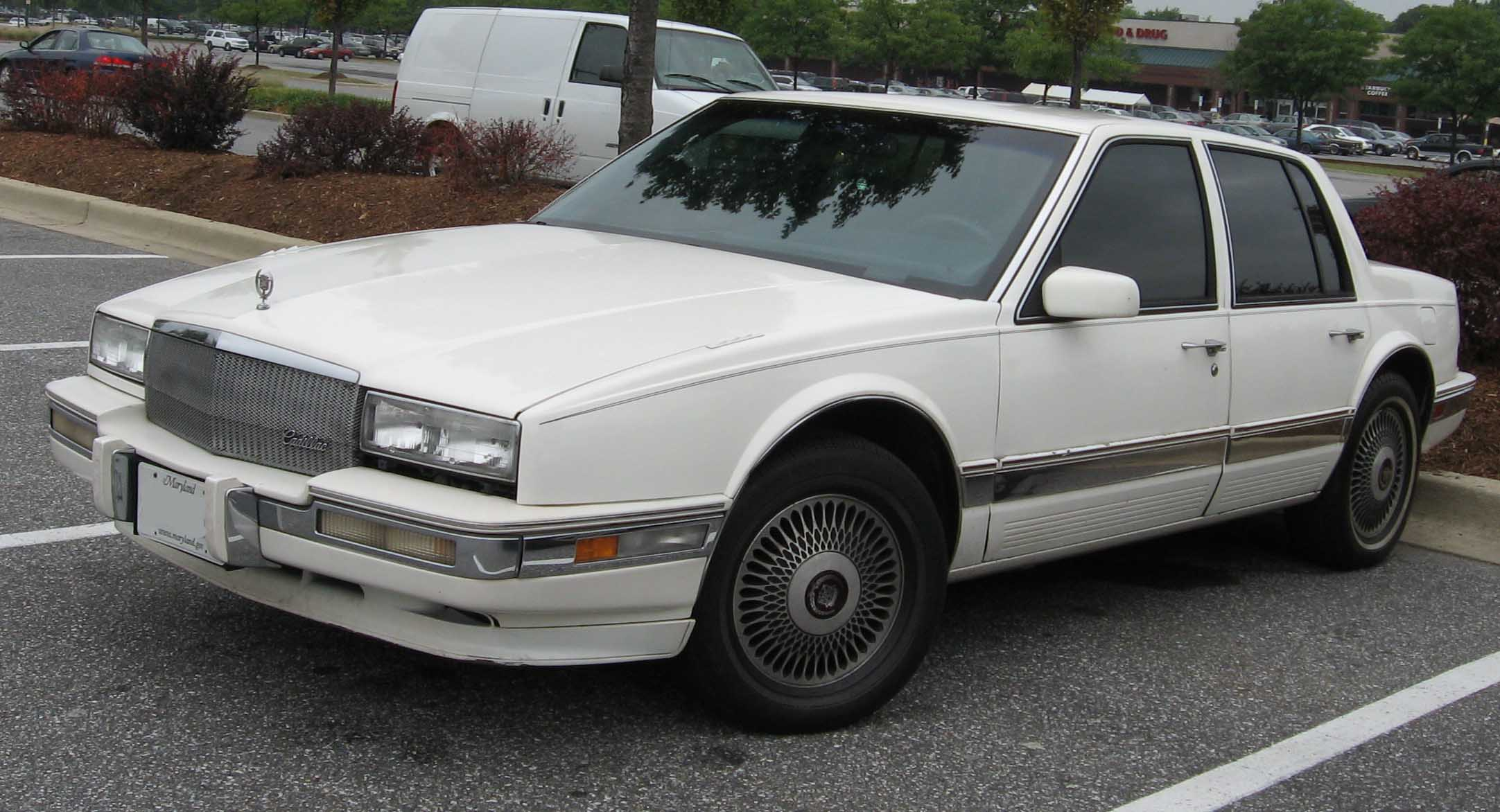
Cadillac Seville 3 (1985–1991)

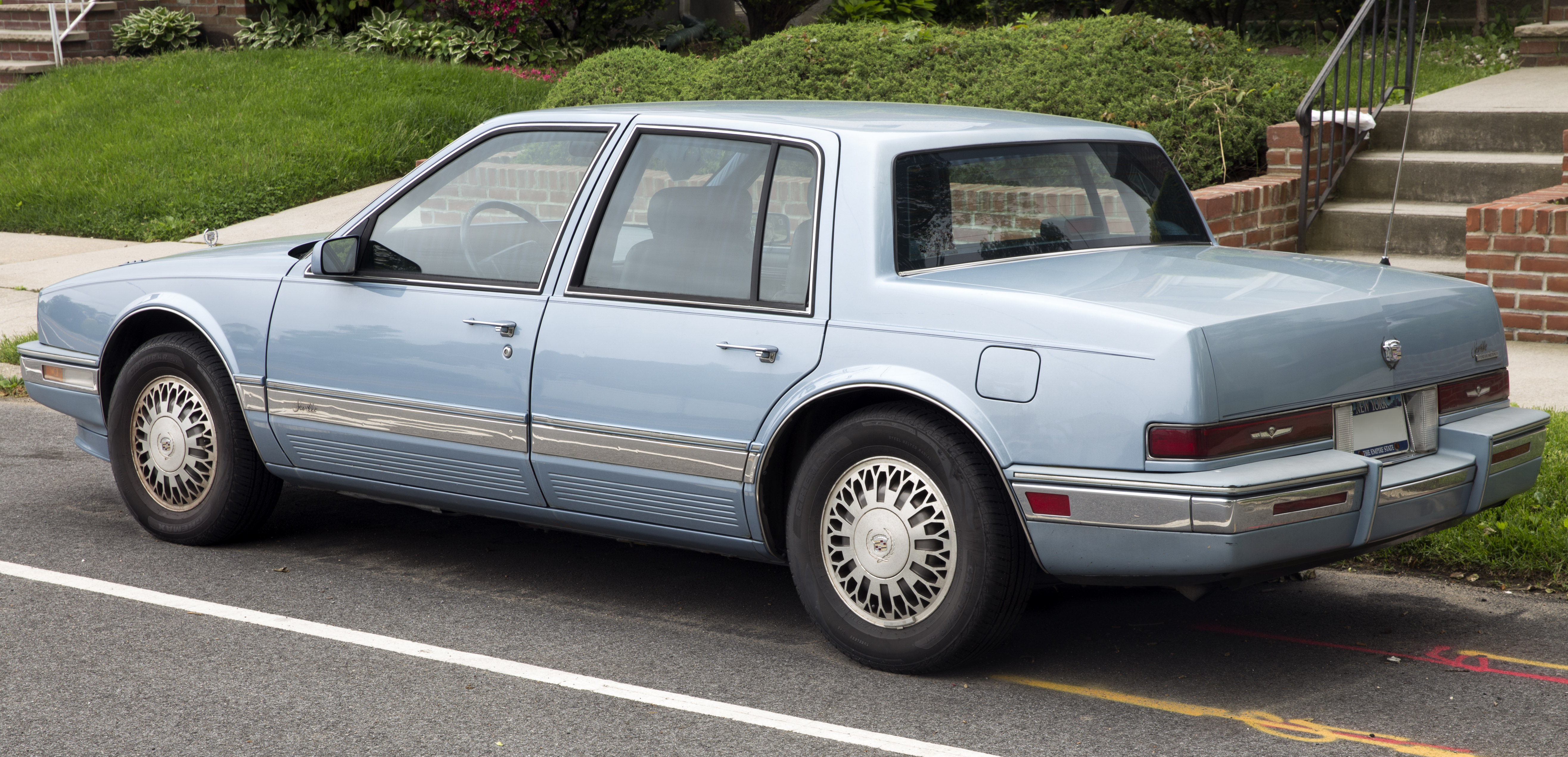

У 1985 році автомобіль отримав значно менший кузов з поперечно встановленим V8, що приводив в рух передні колеса. Менший зовнішній розмір та обережний стиль деякі традиційні клієнти Cadillac розглядали як надто схожі на вторинні автомобілі, вироблені іншими підрозділами GM. Нова Севілья також стала на 15% дорожчою порівняно з моделлю 1985 року.
Автомобіль збудовано на тій ж передньоприводній платформі K-body.

### Двигуни
- 1986–1987: 4.1 л LT8 HT4100 V8 130 к.с.
- 1988–1989: 4.5 л HT4500 V8 155 к.с.
- 1990: 4.5 л LW2 HT4500 SFI V8 180 к.с.
- 1991: 4.9 л L26 HT4900 SFI V8 200 к.с.

## Четверте покоління (1992–1997)

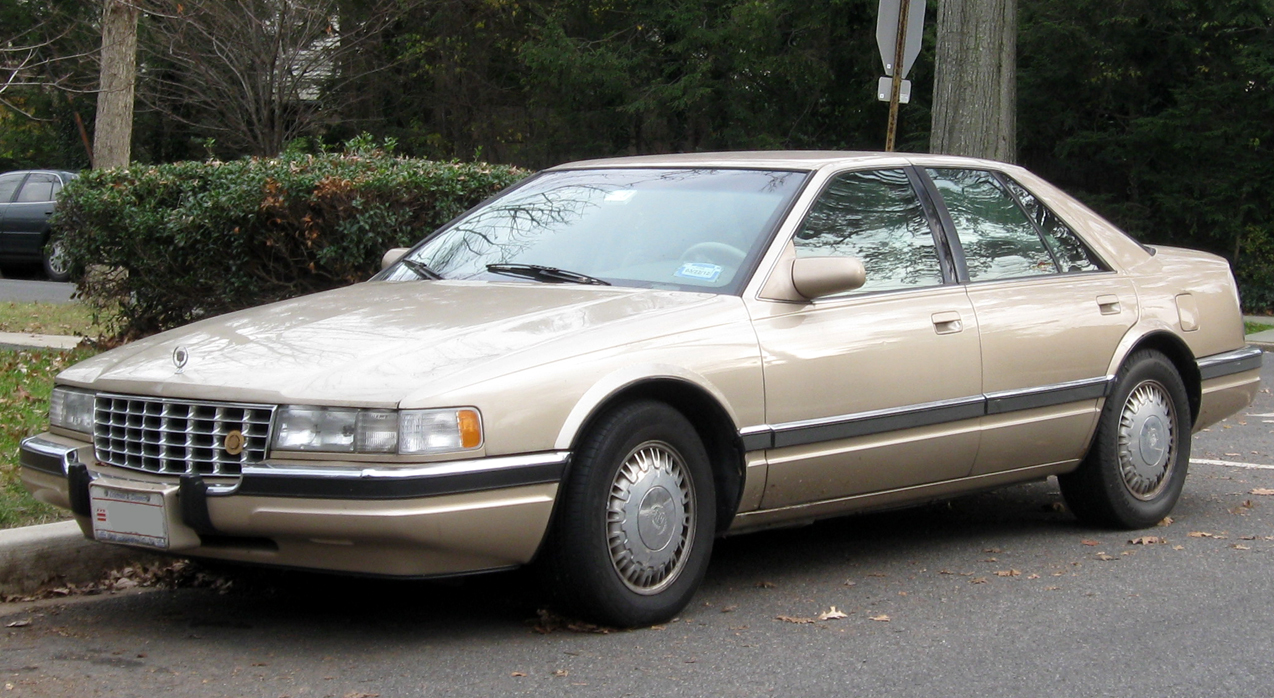
Cadillac Seville 4 (1991–1997)

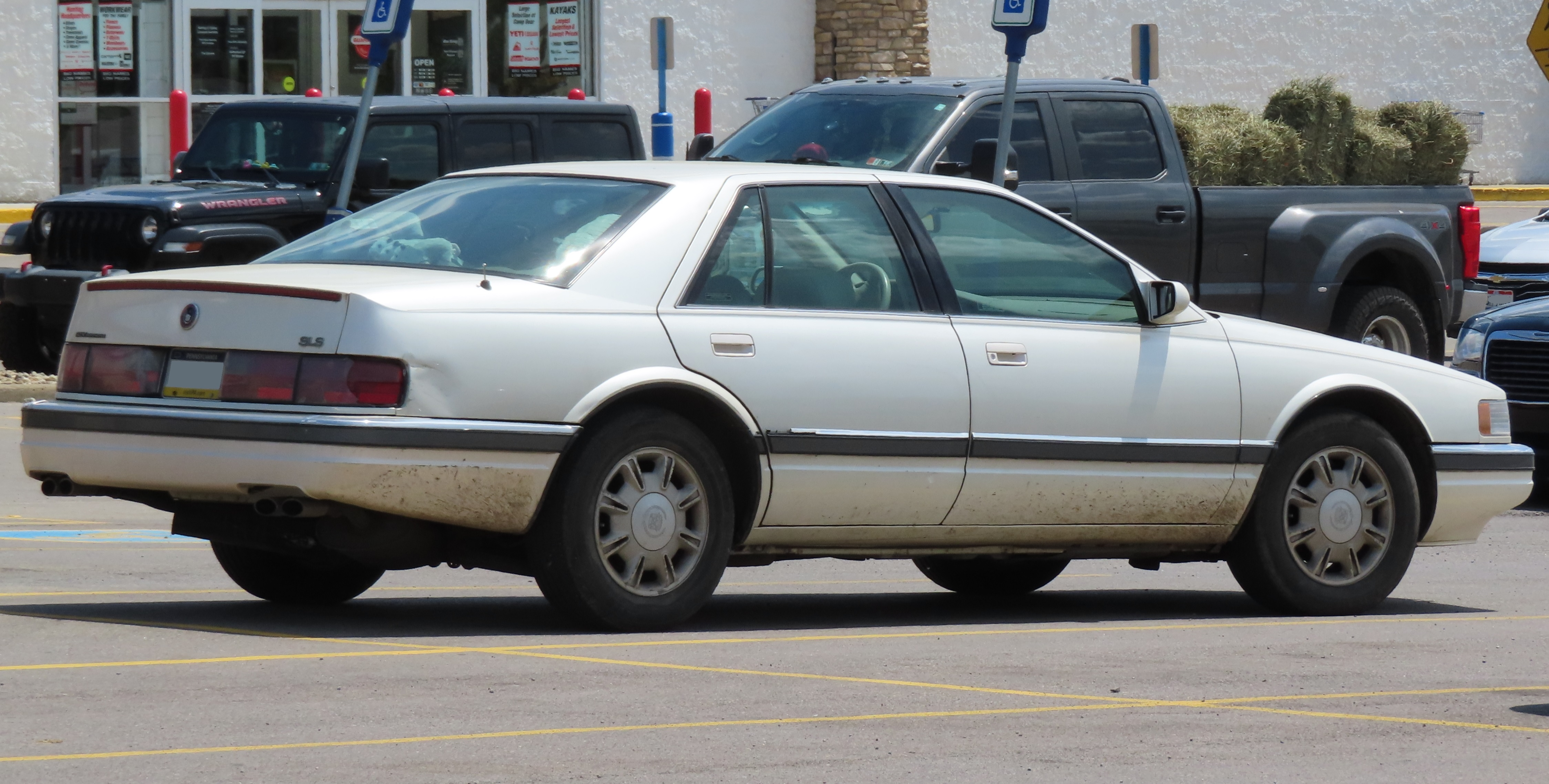

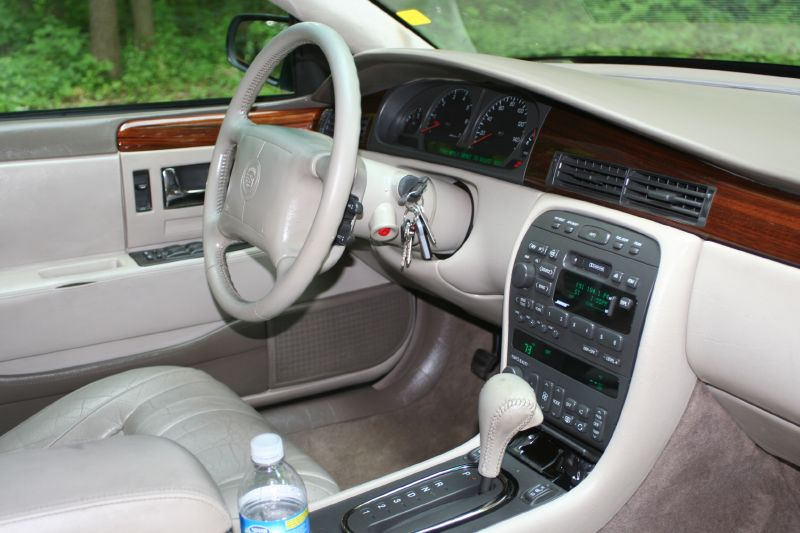

В 1992 році Cadillac представив нову європейську інтерпретацію Севільї, що отримала позитивні відгуки клієнтів. Седан Севілья був автомобілем року журналу "Мото тренд" за 1992 рік. Він також склав десятку найкращих списків журналу "Автомобілі та водії". Seville СТС перейняв стилістику від концептуального автомобіля Cadillac Voyage 1988 року.
Автомобіль збудовано на тій ж передньоприводній платформі K-body.

### Двигуни
- 4.9 л HT-4900 V8 200 к.с.
- 4.6 л LD8 Northstar V8 275 к.с.
- 4.6 л L37 Northstar V8 300 к.с.

## П'яте покоління (1998–2004)

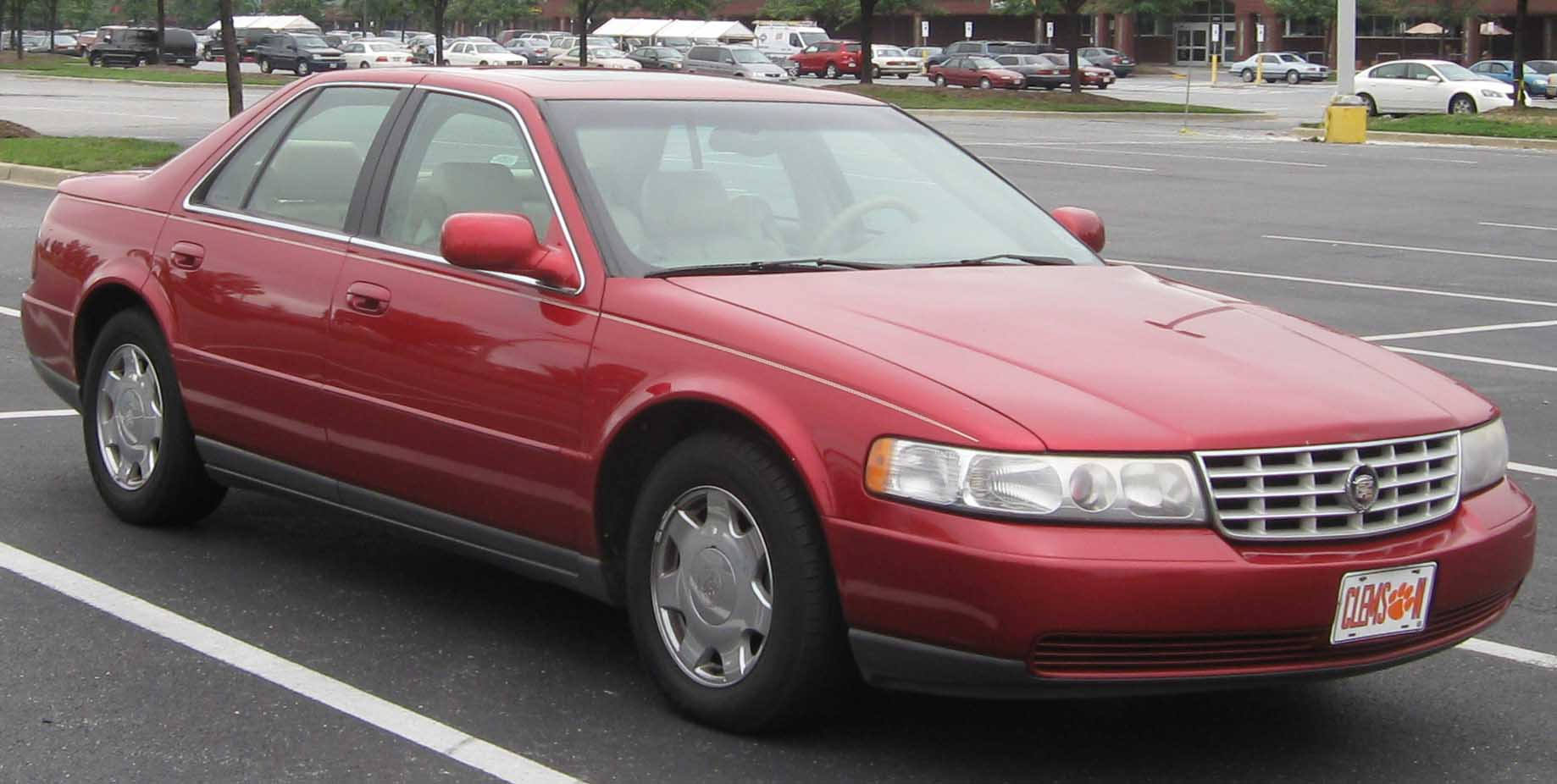
Cadillac Seville 5 (1997–2003)

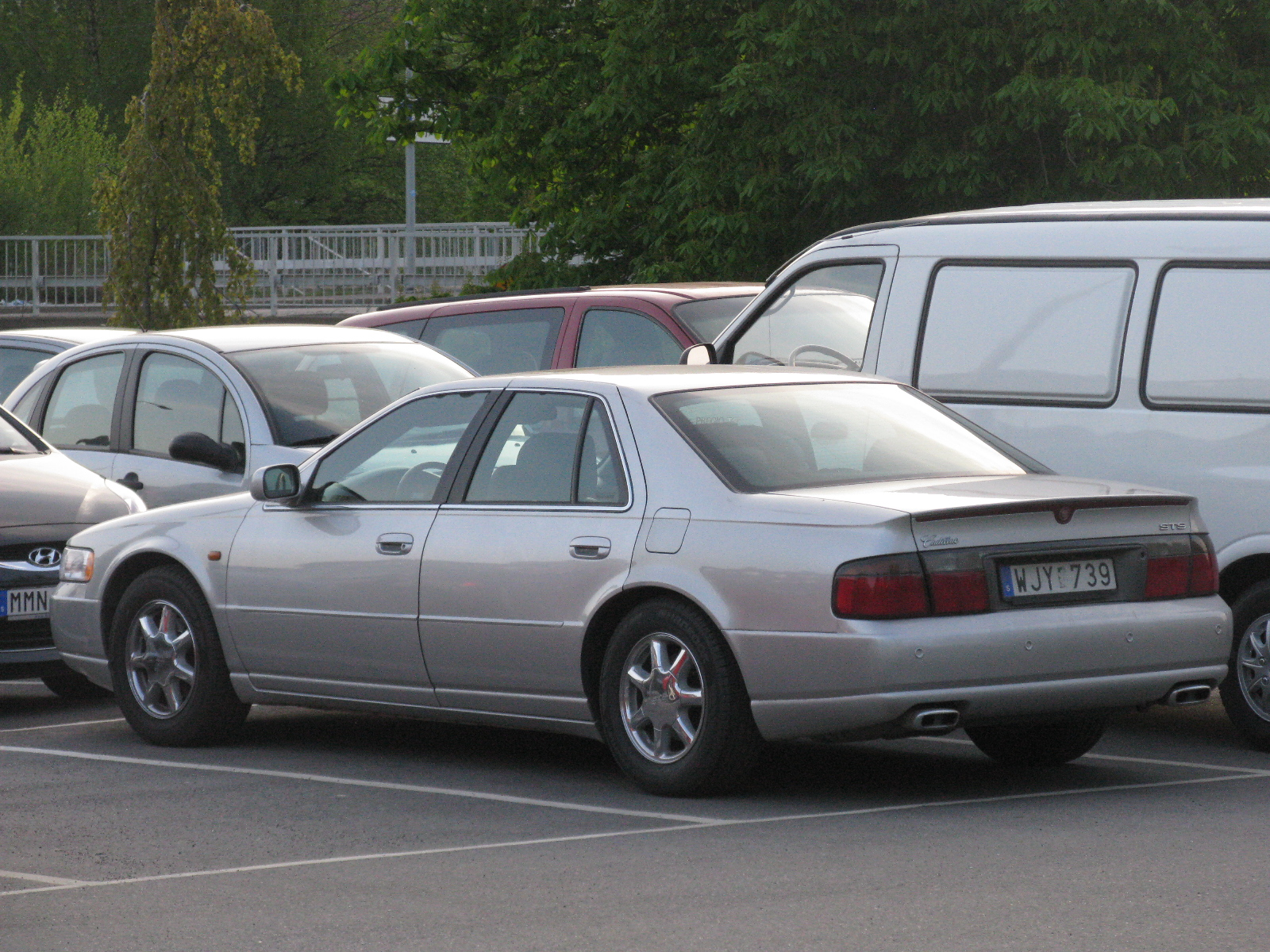

Кадилак Севілья була оновлена на 1998 рік, і тепер була побудована на GM G platform, але назву платформи залишили GM K platform. Виготовлявся автомобіль в Гемтремку, штат Мічиган.
Колісна база була розширена до 112,2 дюйма (2850 мм), але загальна довжина трохи знизилася до 201 (5100 мм). Автомобіль виглядав подібним до четвертого покоління, але відрізнявся численними покращеннями підвіски та керованості. Seville STS (і компаньйон Eldorado ETC) стали найпотужнішими передньопривідними автомобілями на ринку потужністю 300 к.с. (224 кВт). Вершина STS модель розганялася 0-60 mph за 6.4 секунд.
П'яте покоління Севільї було першим Cadillac, побудованим як з лівим, так і з правим кермом. Ставши першим сучасним Кадилаком, що офіційно імпортується і продається в Південній Африці разом з іншими ринками з правостороннім рухом, такими як Японія і Велика Британія. Раніше, праворульні Cadillacs були побудовані з CKD комплектів або спеціальних комплектів, що відправлялися для локальних ринків.
Крім того, ця Севілья мала дві версії: одну для ринку США і одну для експортного ринку, а саме для Європи. Експортна версія мала більш тонкі бампери, щоб довести загальну довжину до п'яти метрів, оскільки в деяких країнах більш високі податки для пасажирських автомобілів довших п'яти метрів.
У січні 2002 року Севілья STS отримала нову адаптивну систему підвіски «MagneRide». Хоча нова система «MagneRide» була стандартною на моделях Севілья STS, вона не була доступна для моделей Севілья SLS.
Виробництво Севільї STS завершилося 16 травня 2003 року. Виробництво Севільї SLS завершилося на сім місяців пізніше, 4 грудня 2003 року. У 2004 році тільки модель Севільської SLS була доступна для покупки. Назва моделі Севільї було припинено на 2005 рік і замінено на Cadillac STS.

### Двигуни
- 4.6 л LD8 Northstar V8 275 к.с.
- 4.6 л L37 Northstar V8 300 к.с.

### Продажі
| Рік  | США    |
| ---- | ------ |
| 1998 | 39,009 |
| 1999 | 33,532 |
| 2000 | 29,535 |
| 2001 | 25,290 |
| 2002 | 21,494 |
| 2003 | 18,747 |
| 2004 | 3,386  |
| 2005 | 137    |

## Eldorado Seville (1956-1960)

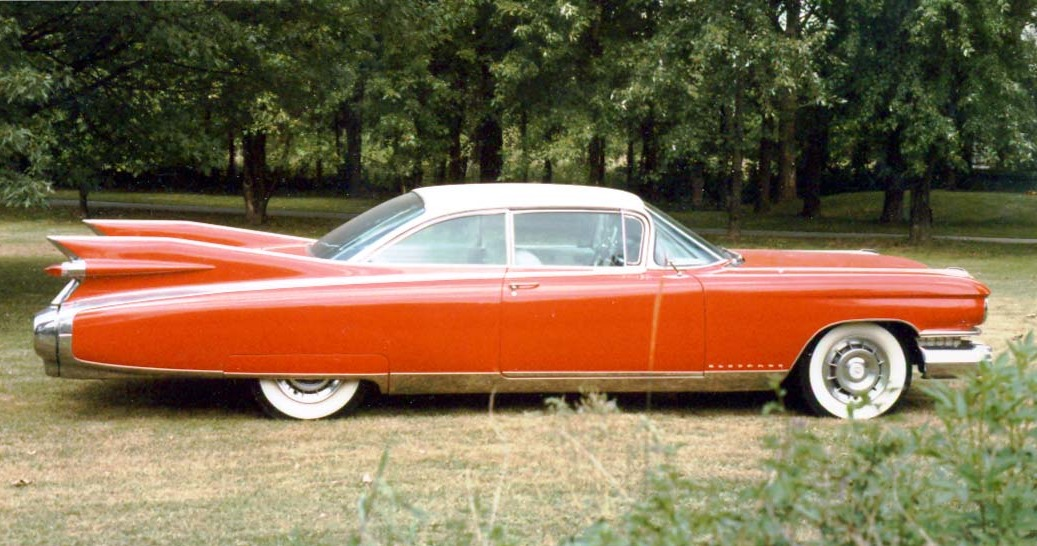
1959 Cadillac Eldorado Seville

У 1950-х роках ім'ям Seville позначали Hardtop версії Cadillac Eldorado.